# Trichiosoma tibiale
Trichiosoma tibiale är en stekelart som beskrevs av Stephens 1835. Trichiosoma tibiale ingår i släktet Trichiosoma, och familjen klubbhornsteklar. Arten är reproducerande i Sverige.